# 1976 Kaverin
1976 Kaverin este un asteroid din centura principală, descoperit pe 1 aprilie 1970 de Liudmila Cernîh.